# Nemesio Martín
Nemesio Martín Montejo (Sanchón de la Sagrada, Salamanca; 31 de diciembre de 1939-Salamanca, 20 de octubre de 2022) fue un futbolista español que jugaba de delantero. Fue internacional en una ocasión con la selección española. También fue entrenador en la década de los 80 y 90 en clubes, principalmente de Segunda B, como Real Jaén, Unión Deportiva Salamanca, Albacete Balompié, Pontevedra Club de Fútbol o Deportivo Alavés

## Carrera
Comenzó su carrera jugando en equipos como el Ciudad Rodrigo y el CD Manchego, y posteriormente en 1962 en la UD Salamanca. Jugó desde 1964 en el Pontevedra CF hasta el año 1973, cuando se retiró definitivamente del fútbol profesional en el CD Hergar.
Nacido en el municipio salmantino de Sanchón de la Sagrada (Salamanca) el 31 de diciembre de 1939, debutó en abril de 1962 con la UD Salamanca en un partido amistoso disputado en Camerún contra el CD Numancia
En la temporada 64-65, 'Neme' tuvo varios "pretendientes" como el Atlético de Madrid, el Manchester United y el Deportivo de La Coruña, pero finalmente fichó por el Pontevedra CF por 400.000.000 pesetas (2.000.000 euros aproximadamente).
Formó parte del Pontevedra CF desde la temporada 1964-65 hasta la 1969-70. Con este equipo, alcanzó sus mayores logros deportivos, entre ellos el ser internacional con la selección española.
El 6 de junio de 1976, se retiró perteneciendo al Albacete Balompié, en el partido Marbella-Albacete de tercera división. En este club, jugó 89 partidos y marcó 147 goles.
Neme está considerado uno de los cinco mejores jugadores de toda la historia Albacete Balompié (junto a Juanito, Julián Rubio, Zalazar y Concejo). En su haber histórico está el conseguir el gol 100 del Alba en la temporada 1974-1975, fue el 4 a 1 en un partido contra el Muleño que acabó en 5 a 1.
Nemesio Martín fue entrenador de la Unión Deportiva Salamanca, el CD Manchego, el Real Jaén, el Albacete Balompié, Pontevedra CF, Real Avilés, Yeclano CF, CD Villacarrilllo, Lorca CF, UD Alzira y el CD Béjar Industrial, entre otros. Real Jaén en Segunda B, en la temporada 83/84, su equipo marcó 66 goles, siendo la campaña más goleadora.
El campo municipal de fútbol del Ispe en Salamanca se llama, Nemesio Martín 'Neme', en homenaje a este jugador que fue el primer salmantino internacional con la selección española. Así se lo transmitió hoy el alcalde de Salamanca, Julián Lanzarote, al propio Nemesio Martín Montejo durante una recepción celebrada en el Ayuntamiento de Salamanca.
Esta denominación entró en vigor el pasado 10 de julio de 2010, con la celebración en este campo de un partido entre los veteranos de la UD Salamanca y del Albacete Balompié, dos clubes "muy ligados" al protagonista, Neme. Entre sus homenajes también destaca el qué disputarán Real Jaén y Juventus de Turín.

## Selección nacional
Ha sido internacional con la Selección de fútbol de España el 8 de diciembre de 1965 frente a la Selección de fútbol de Inglaterra.

## Clubes
| Club              | País   | Año       |
| ----------------- | ------ | --------- |
| CD Manchego       | España | 1960-1961 |
| UD Salamanca      | España | 1962-1964 |
| Pontevedra CF     | España | 1964-1971 |
| UD Salamanca      | España | 1971-1972 |
| Pontevedra CF     | España | 1972-1973 |
| Albacete Balompié | España | 1973-1976 |